# Tilopa
Tilopa (en sànscrit Talika, 988 - 1069) va ser un practicant tàntric de l'Índia i un mahasiddha. Va descobrir el Mahamudra (el gran segell), un conjunt de pràctiques espirituals per a accelerar el procés d'obtenció de la il·luminació.
Se'l considera el fundador del llinatge del budisme tibetà anomenat Kagyu.
Tilopa va néixer al si d'una família brahmin. Segons algunes fonts, era d'una família reial, però va abandonar la vida que duia en rebre la visita d'una dakini, que li va aconsellar que adoptés la vida errant. De bon començament, la dakini li va aclarir que els seus pares reals no eren els que l'havien criat, sinó que ho eren la saviesa primordial i la vacuïtat universal.
Així doncs, aconsellat per la dakini, va iniciar la vida de monjo, prenent-ne els vots i esdevenint un gran erudit. Amb visites freqüents, la seua dakini va continuar el guiatge del seu camí espiritual, apropant-lo gradualment cap a la il·luminació.
Va començar a viatjar a través de l'Índia, aprenent de molts gurus:
- de Saryapa va aprendre el tummo (el ioga de la calor interna);
- de Nagarjuna va rebre els ensenyaments del cos de la llum radiant i del cos il·lusori;
- de Lawapa, el ioga dels somnis;
- de Sukhasiddhi, els ensenyaments de la vida, de la mort i del bardo (l'etapa entre la mort i un nou renaixement), i les de la transferència de la consciència (phowa);
- d'Indrabhuti, va aprendre la penetració de la saviesa suprema (prajna);
- i de Matangi, la resurrecció del cos mort.

Durant una meditació, va tenir una visió del Buda Vajradhara (en tibetà, Dorje Chang) i, segons la llegenda, li va ser transmès directament el Mahamudra. Després de rebre'n la transmissió, Tilopa va iniciar una vida errant i va començar a ensenyar. Naropa va ser el seu estudiant més important i el seu successor, iniciant-se, així, el nou llinatge.